# Стеница
„Стеница” је југословенска ТВ комедија из 1982. године. Режирао ју је Петар Теслић а сценарио је  написала Мила Станојевић Бајфорд по деку Владимира Мајаковског.

## Улоге
| Глумац                     | Улога     |
| -------------------------- | --------- |
| Милан Лане Гутовић         | Пришипкин |
| Бранко Цвејић              |           |
| Предраг Лаковић            |           |
| Оливера Марковић           |           |
| Злата Петковић             |           |
| Горица Поповић             |           |
| Никола Симић               |           |
| Властимир Ђуза Стојиљковић |           |
| Милош Жутић                |           |